# Ratkovské Bystré
Ratkovské Bystré (allemand : Wistrau,  hongrois : Ratkósebes) est un village de Slovaquie situé dans la région de Banská Bystrica.

## Histoire
La première mention écrite du village date de 1413.

## Démographie

### Évolution de la population
| Année:               | 1994. | 2004.    | 2014.   | 2024.    |
| -------------------- | ----- | -------- | ------- | -------- |
| Nombre de personnes: | 466   | 402      | 365     | 289      |
| Différence:          |       | -13,73 % | -9,20 % | -20,82 % |

| Année:               | 2023. | 2024.   |
| -------------------- | ----- | ------- |
| Nombre de personnes: | 294   | 289     |
| Différence:          |       | -1,70 % |